# Футбол на літніх Олімпійських іграх 2016 — жінки
Турнір з футболу серед жінок на літніх Олімпійських іграх 2016 року відбувались в Ріо-де-Жанейро та низці інших міст у Бразилії з 3 по 19 серпня.
Фінал був зіграний на стадіоні Маракана в Ріо-де-Жанейро. Футбольні асоціації-члени ФІФА направляють національні жіночі команди для участі в турнірі.
На цих іграх змагалися 12 жіночих команд. Жеребкування турніру відбулося 14 квітня 2016 року.
Чемпіонками Олімпіади вперше стали футболістки Німеччини.

## Календар змагань
| Г | Груповий раунд | ¼ | Чвертьфінали | ½ | Півфінали | Т | Матч за 3-тє місце | Ф | Фінал |

| Раунд↓/Дата → | Ср 3 | Чт 4 | Пт 5 | Сб 6 | Нд 7 | Пн 8 | Вт 9 | Ср 10 | Чт 11 | Пт 12 | Сб 13 | Нд 14 | Пн 15 | Вт 16 | Ср 17 | Чт 18 | Пт 19 | Сб 20 |
| ------------- | ---- | ---- | ---- | ---- | ---- | ---- | ---- | ----- | ----- | ----- | ----- | ----- | ----- | ----- | ----- | ----- | ----- | ----- |
| Жінки         | Г    |      |      | Г    |      |      | Г    |       |       | ¼     |       |       | ½     |       |       |       | Т/Ф   |       |

## Кваліфікація
Крім господарів турніру Бразилії, ще 11 національних команд квалфікувалися з шести континентальних федерацій. Розподілення путівок на змагання між федераціями було затверджено ФІФА на засіданні Виконавчого комітету в березні 2014 року.
| Спосіб кваліфікації                                       | Дати кваліфікаційного турніру1 | Місце проведення1     | Путівки | Кваліфікувалися |
| --------------------------------------------------------- | ------------------------------ | --------------------- | ------- | --------------- |
| Країна-господар                                           | 2 жовтня 2009                  | Данія                 | 1       | Бразилія        |
| Жіночий Кубок Америки 2014                                | 11 — 28 вересня 2014           | Еквадор               | 1       | Колумбія        |
| Жіночий чемпіонат світу з футболу 2015 (для команд УЄФА)2 | 6 червня — 5 липня 2015        | Канада                | 2       | Франція         |
| Жіночий чемпіонат світу з футболу 2015 (для команд УЄФА)2 | 6 червня — 5 липня 2015        | Канада                | 2       | Німеччина       |
| Олімпійська кваліфікація КАФ 2015                         | 2 — 18 жовтня 2015             | — (вдома та в гостях) | 2       | ПАР             |
| Олімпійська кваліфікація КАФ 2015                         | 2 — 18 жовтня 2015             | — (вдома та в гостях) | 2       | Зімбабве3       |
| Олімпійська кваліфікація ОФК 2016                         | 23 січня 2016                  | Папуа Нова Гвінея     | 1       | Нова Зеландія   |
| Олімпійська кваліфікація КОНКАКАФ 2016                    | 10 — 21 лютого 2016            | США                   | 2       | США             |
| Олімпійська кваліфікація КОНКАКАФ 2016                    | 10 — 21 лютого 2016            | США                   | 2       | Канада          |
| Олімпійська кваліфікація АФК 2016                         | 29 лютого — 9 березня 2016     | Японія                | 2       | Австралія       |
| Олімпійська кваліфікація АФК 2016                         | 29 лютого — 9 березня 2016     | Японія                | 2       | КНР             |
| Олімпійська кваліфікація УЄФА 2016                        | 2 — 9 березня 2016             | Нідерланди            | 1       | Швеція          |

- ↑ Дати та країни проведення відповідних фінальних турнірів (змагань чи кваліфікаційних турнірів), інші попередні кваліфікаційні етапи могли передувати ним
- ↑  Англія фінішувала серед трьох найкращих команд УЄФА, але Англія не є членем МОК та перемовини щодо її участі як Олімпійська жіноча збірна Великої Британії з футболу провалилися
- ↑ Нації, які дебютують на Олімпійських іграх

## Стадіони
Змагання відбудуться на семи стадіонах у шести різних містах Бразилії:
- Національний стадіон, Бразиліа — 2 матчі групового етапу, чвертьфінал
- Арена Корінтіанс, Сан-Паулу — 4 матчі групового етапу, чвертьфінал, матч за 3 місце
- Мінейран, Белу-Оризонті — 4 матчі групового етапу, чвертьфінал, півфінал
- Арена Фонте-Нова, Салвадор — 2 матчі групового етапу, чвертьфінал
- Арена да Амазонія, Манаус — 2 матчі групового етапу
- Еженьян (Олімпійський стадіон Жоао Авеланжа), Ріо-де-Жанейро — 4 матчі групового етапу
- Маракана, Ріо-де-Жанейро — півфінал, фінал

## Склади
Жіночі змагання є повноцінним міжнародним турніром, на якому можуть виступати всі гравці без обмежень за віком. Кожна команда складається з 18 осіб, двоє з яких воротарі, а також має список із 4 гравців, які можуть замінити основних у випадку їх травмування під час змагань. Гравці команд обирають номери від 1 до 18.

## Арбітри
Список арбітрів, які працюють на матчах турніру, був оприлюднений ФІФА 2 травня 2016 року.
| Конфедерація      | Головний арбітр                  | Асистенти                                                    |
| ----------------- | -------------------------------- | ------------------------------------------------------------ |
| АФК               | Ріта Гані ( Малайзія)            | Аллісон Флінн ( Австралія) Наомі Тешіогі ( Японія)           |
| АФК               | Рі Гян-Ок ( Північна Корея)      | Гон Кум-Ньо ( Північна Корея) Куй Йонмей ( КНР)              |
| КАФ               | Гладис Ленгве ( Замбія)          | Бернадеттар Квімбіра ( Малаві) Суад Улгай ( Марокко)         |
| КОНКАКАФ          | Карол Шеран ( Канада)            | Марі-Жозе Шарбоно ( Канада) Сюзанн Морізе ( Канада)          |
| КОНКАКАФ          | Лусія Венехас ( Мексика)         | Енедіна Каудільо ( Мексика) Майте Чавез ( Мексика)           |
| КОНМЕБОЛ          | Олга Міранда ( Парагвай)         | Маріана де Алмейда ( Аргентина) Йолейда Лара ( Венесуела)    |
| КОНМЕБОЛ          | Клавдія Умпіррез ( Уругвай)      | Лорето Толоза ( Чилі) Неуза Бак ( Бразилія)                  |
| ОФК               | Анна-Марі Кейлі ( Нова Зеландія) | Сара Джонс ( Нова Зеландія) Лара Кауматуле ( Тонга)          |
| УЄФА              | Теодора Альбон ( Румунія)        | Петруца Югулеску ( Румунія) Марія Сукельнікова ( Словаччина) |
| УЄФА              | Стефані Фраппарт ( Франція)      | Мануела Ніколозі ( Франція) Йоланда Парха ( Іспанія)         |
| УЄФА              | Катерина Монзуль ( Україна)      | Наталія Рачинська ( Україна) Саня Родак-Каршич ( Хорватія)   |
| УЄФА              | Естер Стоблі ( Швейцарія)        | Лусі Ратайова ( Чехія) Чрисула Куромпиліа ( Греція)          |
| Додаткові арбітри | Мелісса Борхас ( Гондурас)       | Мелісса Борхас ( Гондурас)                                   |
| Додаткові арбітри | Марія Карвахаль ( Чилі)          |                                                              |

## Жеребкування
Жеребкування змагань відбулося 14 квітня 2016 року на стадіоні Маракана, Ріо-де-Жанейро. 12 команд жіночого турніру були розподілені на три групи по 4 команди. Збірні були розташовані у чотирьох кошиках по три команди на основі рейтингу ФІФА за березень 2016 року (у дужках). Господарі турніру збірна Бразилії автоматично посіли позицію E1. У кожній групі може бути не більше однієї команди від кожної конфедерації.
| Кошик 1                                                    | Кошик 2                                    | Кошин 3                                       | Кошик 4                                    |
| ---------------------------------------------------------- | ------------------------------------------ | --------------------------------------------- | ------------------------------------------ |
| - Бразилія (8) (визначені на E1) - США (1) - Німеччина (2) | - Франція (3) - Австралія (5) - Швеція (6) | - Канада (10) - КНР (12) - Нова Зеландія (16) | - Колумбія (24) - ПАР (54) - Зімбабве (95) |

## Груповий етап
Збірні, що зайняли перші та другі місця, а також дві найкращі команди, що посядуть треті позиції у групах, виходять до наступного раунду. Позиції команд визначаються так:
1. Очки, набрані в усіх матчах групового етапу;
2. Різниця забитих та пропущених м'ячів у всіх матчах групового етапу;
3. Кількість забитих м'ячів у всіх матчах групового етапу;

Якщо дві або більше команд виявляються рівними за цими показниками, позиції визначаються наступним чином:
1. Очки, набрані в матчах між цими командами;
2. Різниця забитих та пропущених м'ячів у матчах між цими командами;
3. Кількість забитих м'ячів у матчах між цими командами;
4. Жеребкування Організаційним комітетом ФІФА.

У всіх матчах зазначено місцевий час, BRT (UTC−3).
| Умовні позначення | Умовні позначення                                                                      |
| ----------------- | -------------------------------------------------------------------------------------- |
|                   | Переможці груп, другі місця та два найкращі серед третіх місць пройшли до чвертьфіналу |

### Група E
| М  | Команда  | І | В | Н | П | МЗ | МП | РМ | О |
| -- | -------- | - | - | - | - | -- | -- | -- | - |
| 1. | Бразилія | 3 | 2 | 1 | 0 | 8  | 1  | +7 | 7 |
| 2. | КНР      | 3 | 1 | 1 | 1 | 2  | 3  | −1 | 4 |
| 3. | Швеція   | 3 | 1 | 1 | 1 | 2  | 5  | −3 | 4 |
| 4. | ПАР      | 3 | 0 | 1 | 2 | 0  | 3  | −3 | 1 |

| 3 серпня 2016 |     |          |
| Швеція        | 1–0 | ПАР      |
| Бразилія      | 3–0 | КНР      |
| 6 серпня 2016 |     |          |
| ПАР           | 0–2 | КНР      |
| Бразилія      | 5–1 | Швеція   |
| 9 серпня 2016 |     |          |
| ПАР           | 0–0 | Бразилія |
| КНР           | 0–0 | Швеція   |

### Група F
| М  | Команда   | І | В | Н | П | МЗ | МП | РМ  | О |
| -- | --------- | - | - | - | - | -- | -- | --- | - |
| 1. | Канада    | 3 | 3 | 0 | 0 | 7  | 2  | +5  | 9 |
| 2. | Німеччина | 3 | 1 | 1 | 1 | 9  | 5  | +4  | 4 |
| 3. | Австралія | 3 | 1 | 1 | 1 | 8  | 5  | +3  | 4 |
| 4. | Зімбабве  | 3 | 0 | 0 | 3 | 3  | 15 | −12 | 0 |

| 3 серпня 2016 |     |           |
| Канада        | 2–0 | Австралія |
| Зімбабве      | 1–6 | Німеччина |
| 6 серпня 2016 |     |           |
| Канада        | 3–1 | Зімбабве  |
| Німеччина     | 2–2 | Австралія |
| 9 серпня 2016 |     |           |
| Німеччина     | 1–2 | Канада    |
| Австралія     | 6–1 | Зімбабве  |

### Група G
| М  | Команда       | І | В | Н | П | МЗ | МП | РМ | О |
| -- | ------------- | - | - | - | - | -- | -- | -- | - |
| 1. | США           | 3 | 2 | 1 | 0 | 5  | 2  | +3 | 7 |
| 2. | Франція       | 3 | 2 | 0 | 1 | 7  | 1  | +6 | 6 |
| 3. | Нова Зеландія | 3 | 1 | 0 | 2 | 1  | 5  | −4 | 3 |
| 4. | Колумбія      | 3 | 0 | 1 | 2 | 2  | 7  | −5 | 1 |

| 3 серпня 2016 |     |               |
| США           | 2–0 | Нова Зеландія |
| Франція       | 4–0 | Колумбія      |
| 6 серпня 2016 |     |               |
| США           | 1–0 | Франція       |
| Колумбія      | 0–1 | Нова Зеландія |
| 9 серпня 2016 |     |               |
| Колумбія      | 2–2 | США           |
| Нова Зеландія | 0–3 | Франція       |

### Визначення найкращих команд на третьому місці
Дві найкращі команди, які посядуть треті позиції в групах, виходять до наступного раунду та визначаються так:
1. Очки, набрані в усіх матчах групового етапу;
2. Різниця забитих та пропущених м'ячів у всіх матчах групового етапу;
3. Кількість забитих м'ячів у всіх матчах групового етапу;
4. Жеребкування Організаційним комітетом ФІФА.

| М  | Команда       | І | В | Н | П | МЗ | МП | РМ | О |
| -- | ------------- | - | - | - | - | -- | -- | -- | - |
| 1. | Австралія     | 3 | 1 | 1 | 1 | 8  | 5  | +3 | 4 |
| 2. | Швеція        | 3 | 1 | 1 | 1 | 2  | 5  | −3 | 4 |
| 3. | Нова Зеландія | 3 | 1 | 0 | 2 | 1  | 5  | −4 | 3 |

## Плей-оф
У раундах плей-оф, якщо матч закінчується внічию в основний час, граються додаткові два тайми по 15 хвилин кожний, і, якщо необідно, виконується серія післматчевих пенальті для визначення переможця.
18 травня 2016 року Виконавчий комітет ФІФА ухвалив рішення, що змагання будуть частиною тестування Міжнародною радою футбольних асоціацій використання четвертої заміни в додатковий час.
У всіх матчах зазначено місцевий час, BRT (UTC−3).
|  | Чвертьфінали              | Чвертьфінали              |                            |        | Півфінали   | Півфінали   |  |  | Фінал                 | Фінал |
|  |                           |                           |                            |        |             |             |  |  |                       |       |
|  | 12 серпня – Белу-Оризонті |                           |                            |        |             |             |  |  |                       |       |
|  |                           |                           |                            |        |             |             |  |  |                       |       |
|  | Бразилія (пен. )          | 0 (7)                     |                            |        |             |             |  |  |                       |       |
|  | Бразилія (пен. )          | 0 (7)                     | 16 серпня – Ріо-де-Жанейро |        |             |             |  |  |                       |       |
|  | Австралія                 | 0 (6)                     |                            |        |             |             |  |  |                       |       |
|  | Австралія                 | 0 (6)                     | Бразилія                   | 0 (3)  |             |             |  |  |                       |       |
|  | 12 серпня – Бразиліа      |                           | Бразилія                   | 0 (3)  |             |             |  |  |                       |       |
|  |                           | Швеція (пен. )            | 0 (4)                      |        |             |             |  |  |                       |       |
|  | США                       | Швеція (пен. )            | 0 (4)                      | 1 (3)  |             |             |  |  |                       |       |
|  | США                       |                           | 19 серпня – Ріо-де-Жанейро | 1 (3)  |             |             |  |  |                       |       |
|  | Швеція (пен. )            | 1 (4)                     |                            |        |             |             |  |  |                       |       |
|  | Швеція (пен. )            | 1 (4)                     | Швеція                     | 1      |             |             |  |  |                       |       |
|  | 12 серпня – Сан-Паулу     |                           | Швеція                     | 1      |             |             |  |  |                       |       |
|  |                           | Німеччина                 | 2                          |        |             |             |  |  |                       |       |
|  | Канада                    | Німеччина                 | 2                          | 1      |             |             |  |  |                       |       |
|  | Канада                    | 16 серпня – Белу-Оризонті |                            | 1      |             |             |  |  |                       |       |
|  | Франція                   | 0                         |                            |        |             |             |  |  |                       |       |
|  | Франція                   | 0                         | Канада                     | 0      | Третє місце | Третє місце |  |  |                       |       |
|  | 12 серпня – Салвадор      |                           | Канада                     | 0      | Третє місце | Третє місце |  |  |                       |       |
|  |                           | Німеччина                 | 2                          |        |             |             |  |  |                       |       |
|  | КНР                       | Німеччина                 | 2                          | 0      | Бразилія    | 1           |  |  |                       |       |
|  | КНР                       |                           |                            | 0      | Бразилія    | 1           |  |  |                       |       |
|  | Німеччина                 | 1                         |                            | Канада | 2           |             |  |  |                       |       |
|  | Німеччина                 | 1                         |                            |        | 2           |             |  |  |                       |       |
|  |                           |                           |                            |        |             |             |  |  | 19 серпня – Сан-Паулу |       |
|  |                           |                           |                            |        |             |             |  |  |                       |       |

### Чвертьфінали
| 12 серпня 2016 13:00 |

| США | 1 – 1 3 – 4 (пен. ) | Швеція |
| --- | ------------------- | ------ |
|     | Протокол            |        |

| Національний стадіон, Бразиліа Глядачів: 13 892 Арбітр: Анна-Марі Кейлі (Нова Зеландія) |

| 12 серпня 2016 16:00 |

| КНР | 0 – 1    | Німеччина |
| --- | -------- | --------- |
|     | Протокол |           |

| Арена Фонте-Нова, Салвадор Глядачів: 9 642 Арбітр: Катерина Монзуль (Україна) |

| 12 серпня 2016 19:00 |

| Канада | 1 – 0    | Франція |
| ------ | -------- | ------- |
|        | Протокол |         |

| Арена Корінтіанс, Сан-Паулу Глядачів: 38 688 Арбітр: Клавдія Умпіррез (Уругвай) |

| 12 серпня 2016 22:00 |

| Бразилія | 0 – 0 7 – 6 (пен. ) | Австралія |
| -------- | ------------------- | --------- |
|          | Протокол            |           |

| Мінейран, Белу-Оризонті Глядачів: 52 660 Арбітр: Карол Шеран (Канада) |

### Півфінали
| 16 серпня 2016 13:00 |

| Бразилія | 0 – 0 3 – 4 (пен. ) | Швеція |
| -------- | ------------------- | ------ |
|          | Протокол            |        |

| Маракана, Ріо-де-Жанейро Глядачів: 70 454 Арбітр: Лусія Венехас (Мексика) |

| 16 серпня 2016 16:00 |

| Канада | 0 – 2    | Німеччина |
| ------ | -------- | --------- |
|        | Протокол |           |

| Мінейран, Белу-Оризонті Глядачів: 5 641 Арбітр: Рі Гян-Ок (Північна Корея) |

### Матч за 3-є місце
| 19 серпня 2016 13:00 |

| Бразилія    | 1 – 2    | Канада               |
| ----------- | -------- | -------------------- |
| Беатріс 79' | Протокол | 25' Роуз 52' Сінклер |

| Арена Корінтіанс, Сан-Паулу Глядачів: 39 718 Арбітр: Теодора Альбон (Румунія) |

### Фінал
| 19 серпня 2016 17:30 |

| Швеція          | 1 – 2    | Німеччина                     |
| --------------- | -------- | ----------------------------- |
| Блакстеніус 67' | Протокол | 48' Марожан 62' (аг) Сембрант |

| Маракана, Ріо-де-Жанейро Глядачів: 52 432 Арбітр: Карол Шеран (Канада) |

| Жіночий Олімпійський футбольний турнір |
| -------------------------------------- |
| Німеччина                              |
| Німеччина перший титул                 |

## Переможці
| Турнір | Золото | Срібло | Бронза |
| Жінки  | Німеччина (GER) Альмут Шульт Йозефіна Геннінґ Саскіа Бартусяк Леоні Маєр Анніке Кран Сімоне Лаудер Мелані Берінгер Лена Гесслінг Александра Попп Дженіфер Марожан Аня Міттаг Табеа Кемме Сара Дебріц Бабетт Петер Менді Іслакер Мелані Лойпольц Ізабель Кершовскі Лаура Бенкарт Свеня Гут | Швеція (SWE) Йонна Андерссон Емілія Аппельквіст Косоваре Асллані Емма Берглунд Стіна Блакстеніус Гільда Карлен Ліза Далквіст Магдалена Ерікссон Нілла Фішер Софія Якобссон Гедвіг Ліндаль Фрідоліна Рольфьо Елін Рубенссон Джессіка Самуельссон Лотта Шелін Каролін Сегер Лінда Сембрант Олівія Скуг Паулін Гаммарлунд | Канада (CAN) Стефані Лаббе Алліша Чапмен Кадейша Б'юкенен Шеліна Задорскі Ребекка Квінн Діенн Роуз Ріан Вілкінсон Діана Матесон Жозе Беланже Ешлі Лоуренс Дезіре Скотт Крістін Сінклер Софі Шмідт Мелісса Танкреді Нішель Прінс Джанін Беккі Джессі Флемінг Сабріна Д'Анджело |